# Didier Berthet
Didier Norman Raymond Berthet (ur. 11 czerwca 1962 w Boulogne-Billancourt, zm. 8 września 2023 w Saint-Dizier) – francuski duchowny katolicki, biskup Saint-Dié w latach 2016–2023.

## Życiorys
Pochodził z rodziny protestanckiej. Studiował na Instytucie Nauk Politycznych w Paryżu, podczas studiów których przeszedł na katolicyzm. Święcenia kapłańskie otrzymał 27 czerwca 1992 i został inkardynowany do diecezji Nanterre. Przez wiele lat pracował jako duszpasterz parafialny, a w latach 2003–2006 odpowiadał jednocześnie jako wikariusz biskupi za południe diecezji. W 2006 został wychowawcą w międzydiecezjalnym seminarium w Issy-les-Moulineaux, a rok później objął stanowisko jego rektora.
15 czerwca 2016 papież Franciszek mianował go ordynariuszem diecezji Saint-Dié. Sakry udzielił mu 4 września 2016 metropolita Besançon – arcybiskup Jean-Luc Bouilleret.
Zmarł 8 września 2023 wskutek nowotworu.